# Granthi

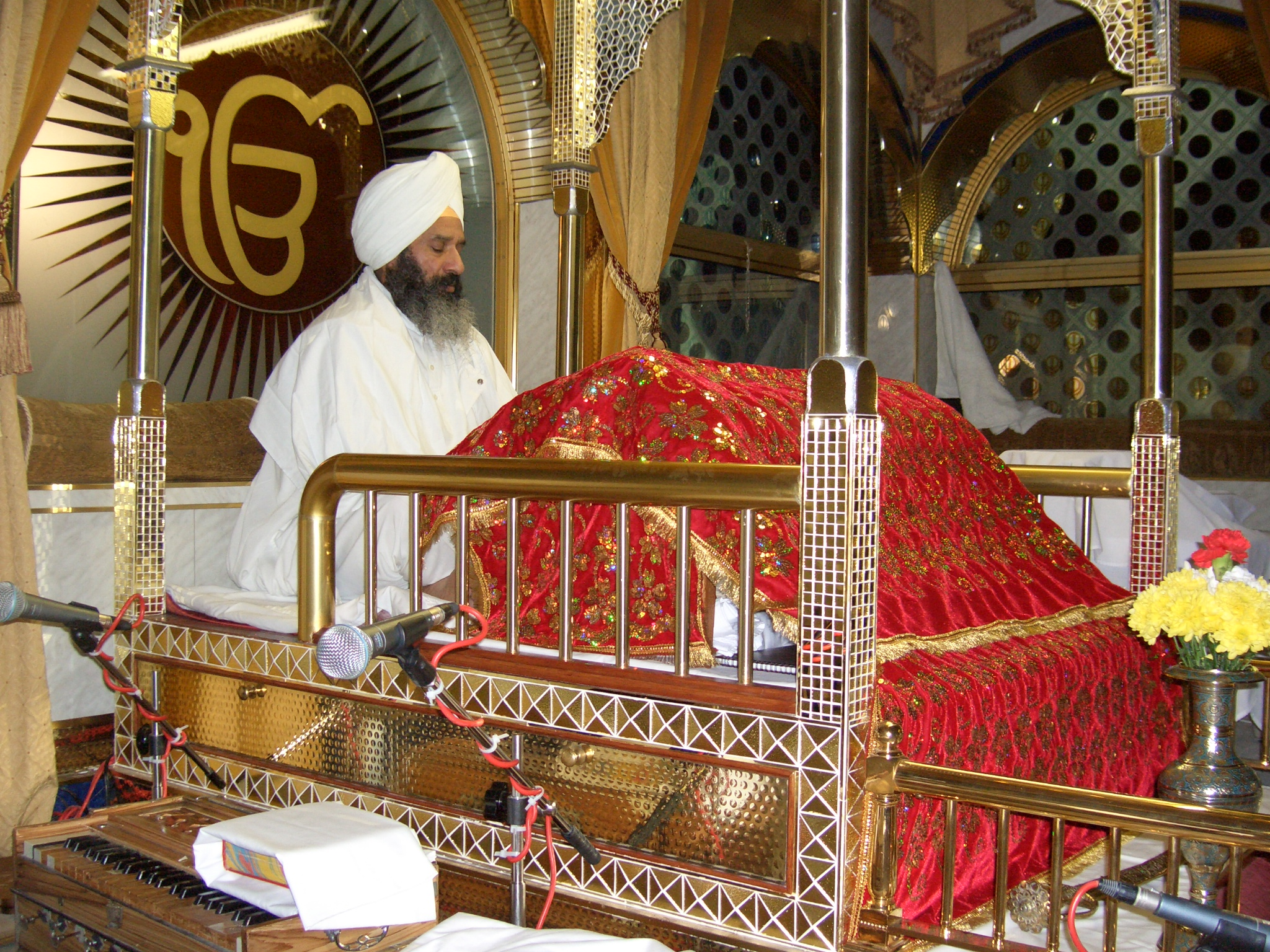
Granthi podczas recytacji

Granthi – w sikhizmie mężczyzna lub kobieta, która otrzymała zaszczytną funkcję, związana z czytaniem i recytacją świętej księgi Guru Granth Sahib oraz prowadzenie ceremonii religijnych. Recytacja ta nosi nazwę path. Przy obchodzeniu się z Księgą obowiązuje postawa pełna szacunku: księga musi być oprawiona w czyste płótno, nie należy jej kłaść na podłodze, przed dotknięciem należy umyć ręce i nakryć głowę. Osoba opiekująca się Księgą nie jest osobą duchowną, chodzi o funkcje honorową. W sikhizmie nie ma kleru, wybierana jest do tej funkcji osoba ciesząca się szczególnym poważaniem w lokalnej społeczności.